# Opération Nelson
 
L'Opération Nelson était une opération du Special Air Service, prévue en juin 1944 dans la région d'Orléans, mais qui n'a jamais été exécutée.